# 1878 en science
| Années de la science : 1875 - 1876 - 1877 - 1878 - 1879 - 1880 - 1881    |
| Décennies de la science : 1840 - 1850 - 1860 - 1870 - 1880 - 1890 - 1900 |

Cet article présente les faits marquants de l'année 1878 en science.

## Événements
- 11 mars : le président Patrice de Mac-Mahon crée par des décrets les observatoires de Lyon, Besançon et Bordeaux[1].

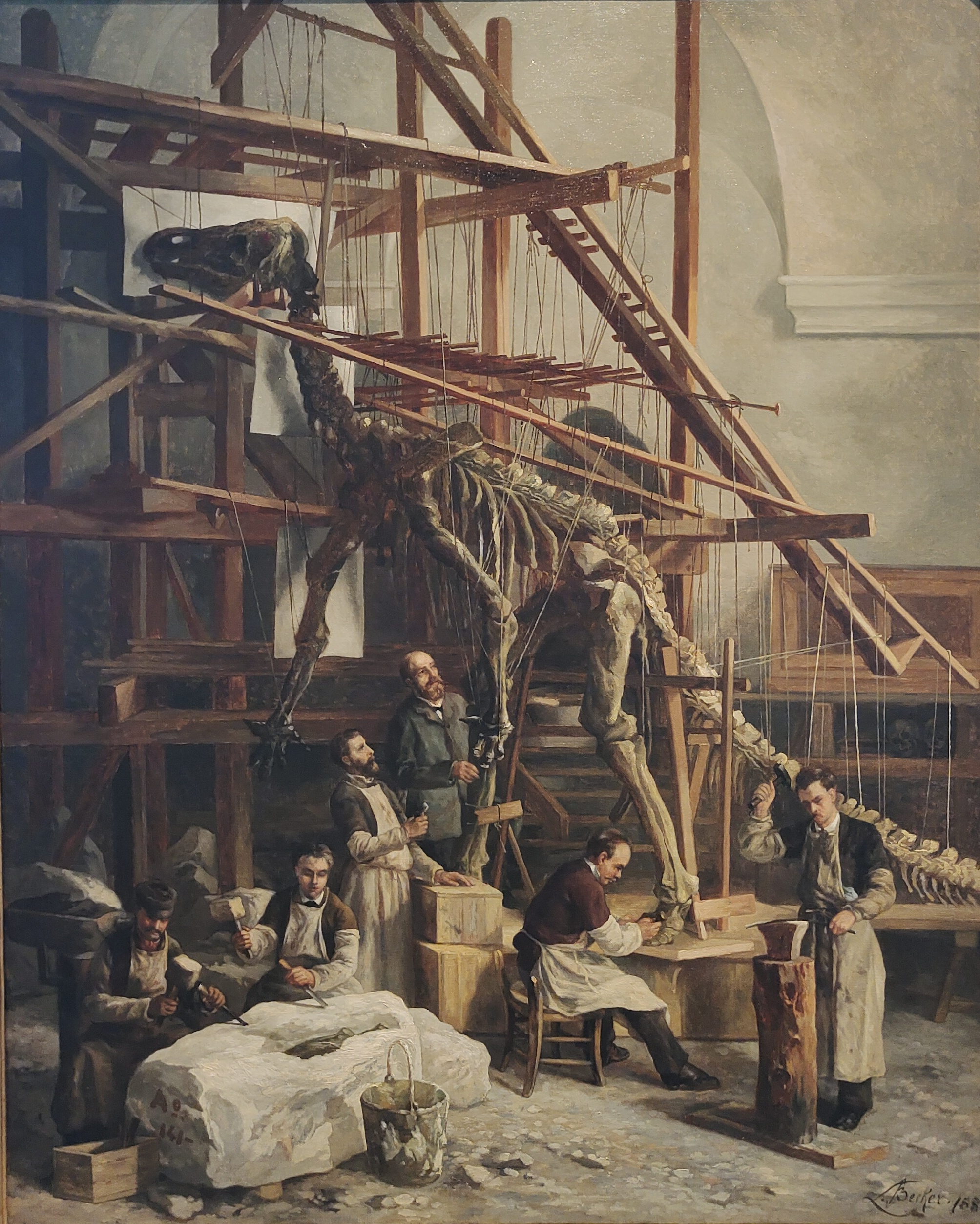
Un iguanodon de Bernissart assemblé par Louis Dollo, peinture de Léon Becker.

- 1er avril : découverte des Iguanodons de Bernissart[2] et extraction sous la supervision de Louis Dollo.

- 21 juillet : départ de Tromsø de l'Expédition Vega, conduite par l'explorateur suédois Adolf Erik Nordenskiöld, la première à forcer le passage du Nord-Est (1879)[3].

- 29-31 août et 2-4 septembre : premier congrès international de géologie, tenu dans le cadre de l'Exposition universelle de 1878. Les conférences se tiennent au palais du Trocadéro, sous la présidence de Edmond Hébert[4].
- 11 septembre : Anton de Bary donne une conférence sur un nouveau concept scientifique, la symbiose , devant l'Association des naturalistes et médecins allemands à Cassel[5].

- L'élément holmium, une terre rare, est identifié par les chimistes suisses Marc Delafontaine et Jacques-Louis Soret à Genève et indépendamment par Per Teodor Cleve en Suède[6].
- Le chimiste suisse Jean Charles Galissard de Marignac isole l'ytterbium, un nouvel élément chimique du groupe des terres rares[6].
- Le physiologiste allemand Wilhelm Kühne introduit le terme enzyme[6].

### Technologie
- 15 février : premier éclairage électrique à Paris. La Société Jablochkoff est autorisée à installer des bougies électriques sur la place et sur l'avenue de l'Opéra et la place du Théâtre-Français[7].
- 2 avril : première expérimentation du téléphone d’Edison entre New York et Philadelphie[8]. Il est équipé d’une pile électrique constante qui permet d’établir un courant régulier entre la sonnerie et la ligne, inventée par Leclanché[9].
- 9 mai : le physicien anglo-américain David Edward Hughes présente devant la Royal Society son invention du microphone à charbon[10].
- 17 septembre : l'inventeur américain John Appleby (en) obtient un brevet pour une moissonneuse-lieuse[11].
- 8 décembre : l'inventeur américain Thomas Edison fait une demande de brevet pour une lampe à incandescence[12].
- 18 décembre : l'électricien britannique Joseph Swan fait la première démonstration publique d'une lampe sous vide dotée d'un filament de carbone devant la Société Chimique de Newcastle[13].

- Les frères Nobel, après avoir installé des raffineries de pétrole à Bakou, construisent un pipeline et lancent un navire pétrolier qui établit une liaison entre la mer Caspienne et la Baltique[14].

## Prix
- Médailles de la Royal Society

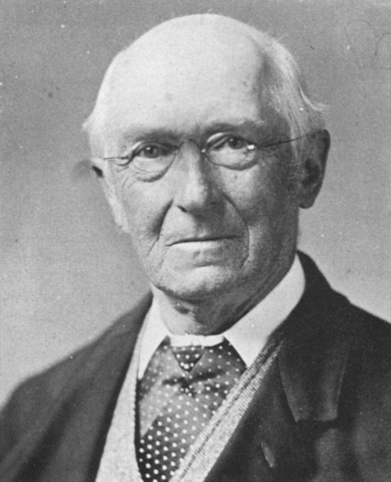
Albert Charles Lewis Günther

  - Médaille Copley : Jean-Baptiste Boussingault
  - Médaille Davy : Louis Paul Cailletet et Raoul Pictet
  - Médaille royale : Albert Charles Lewis Günther, John Allan Brown (en)
  - Médaille Rumford : Alfred Cornu

- Médailles de la Geological Society of London
  - Médaille Lyell : George Busk
  - Médaille Murchison : Hans Bruno Geinitz (en)
  - Médaille Wollaston : Thomas Wright

- Prix Poncelet : Edmond Laguerre

## Naissances

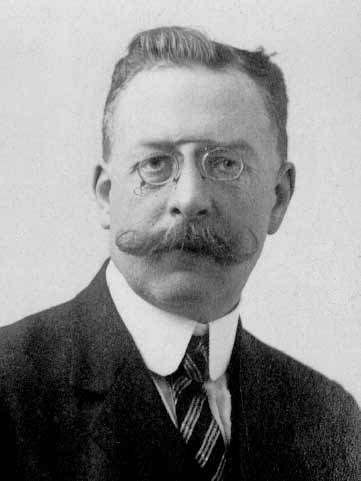
Louis-Camille Maillard

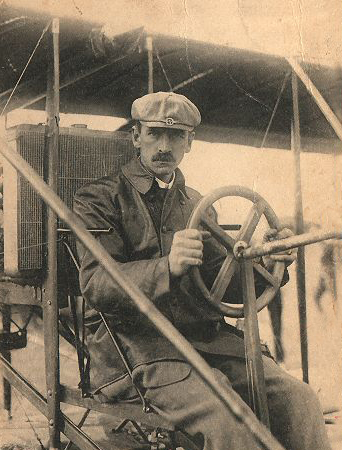
Glenn Curtiss

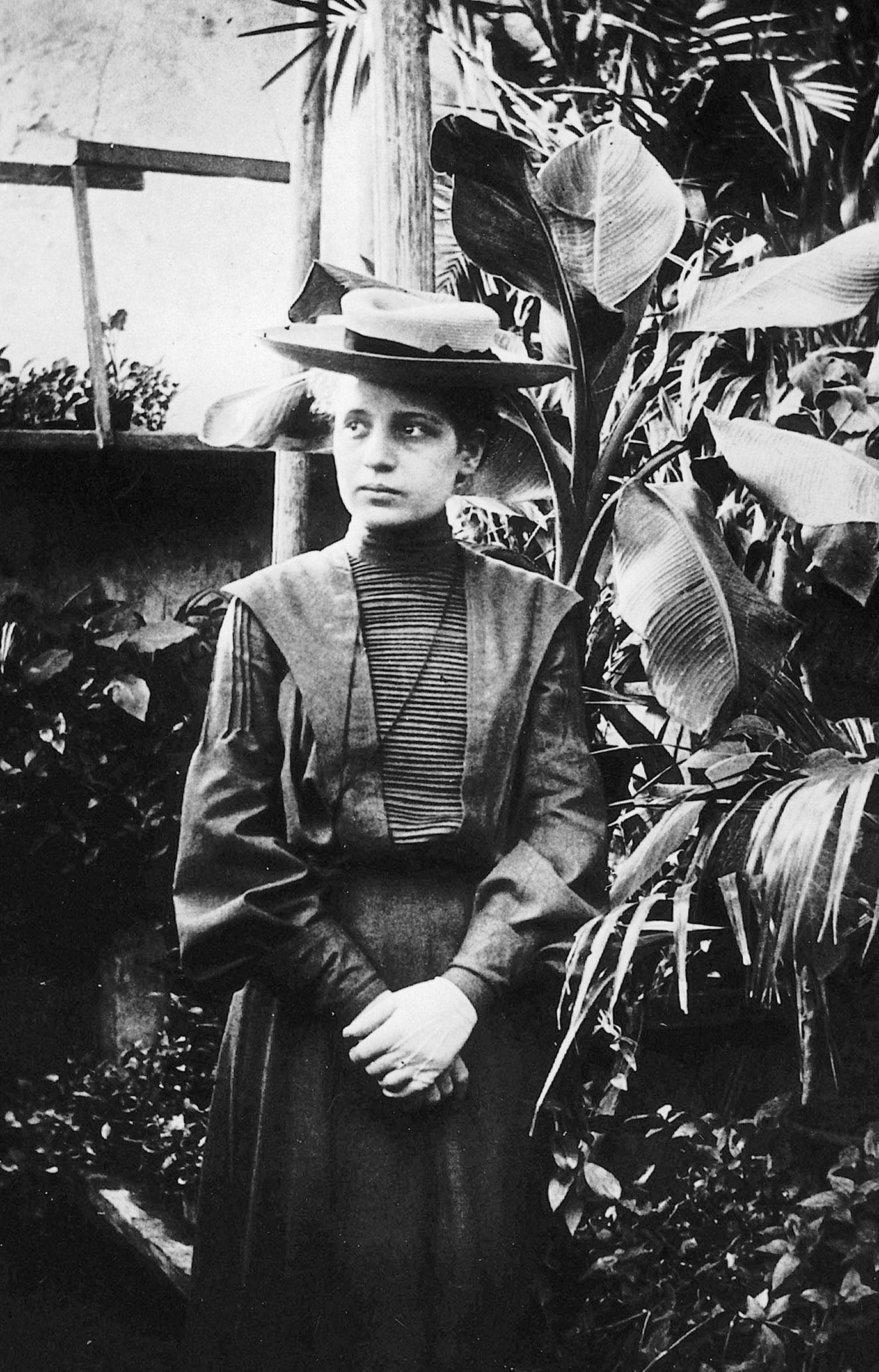
Lise Meitner

- 1er février : Louis Blaringhem (mort en 1958), botaniste français.
- 2 février : Walter Evans-Wentz (mort en 1965), anthropologue et écrivain américain.
- 4 février : Louis-Camille Maillard (mort en 1936), chimiste français.
- 19 février : Charles Jacob (mort en 1962), géologue français.
- 22 février : Alistair Mackay (mort en 1914), explorateur de l'Antarctique britannique.
- 28 février : Pierre Fatou (mort en 1929), mathématicien et astronome français.

- 9 mars : Maurice Leenhardt (mort en 1954), pasteur et ethnologue français.
- 20 mars : William Edmund Harper (mort en 1940), astronome canadien.
- 29 mars : Arturo Issel (mort en 1936), géologue, paléontologue et malacologiste italien.
- 16 avril : Owen Thomas Jones (mort en 1967), géologue gallois.
- 22 avril : Albert Grenier (mort en 1961), historien et archéologue français.

- 7 mai : Thomas Edward Penard (mort en 1936), ingénieur électricien et ornithologue américain.
- 21 mai : Glenn Curtiss (mort en 1930), pionnier de l'aviation américain.
- 29 mai : Winford Lee Lewis (mort en 1943), chimiste, militaire et inventeur américain.
- 30 mai : Raymond Smith Dugan (mort en 1940), astronome américain.

- 10 juin : Eugène Bloch (déporté à Auschwitz en 1944), physicien français.
- 19 juin : Adolphe Bühl (mort en 1949), mathématicien et astronome français.

- 5 juillet : Cecil Mallaby Firth (mort en 1931), égyptologue d'origine britannique.
- 7 juillet : William Otto Brunner (mort en 1958), astronome suisse.
- 19 juillet : Charles Victor Mauguin (mort en 1958), minéralogiste français.
- 30 juillet : Joel Stebbins (mort en 1966), astronome américain.

- 5 août : Hermann Ranke (mort en 1953), égyptologue allemand.
- 25 septembre : Holger Thiele (mort en 1946), astronome danois-américain.
- 12 octobre : Antoine Poidebard (mort en 1955), archéologue, jésuite et missionnaire français.
- 30 octobre : Uvo Hölscher (mort en 1963), égyptologue et architecte allemand.

- 7 novembre : Lise Meitner (morte en 1968), physicienne allemande.

- 8 décembre : Eugene Cook Bingham (mort en 1945), professeur et chimiste américain.
- 21 décembre : Jan Łukasiewicz (mort en 1956), philosophe et logicien polonais.
- 23 décembre : André Helbronner (mort en 1944), physicien, chimiste et inventeur français.

- Matthew Albert Hunter (mort en 1961), chimiste néo-zélandais.

## Décès
- 7 janvier :

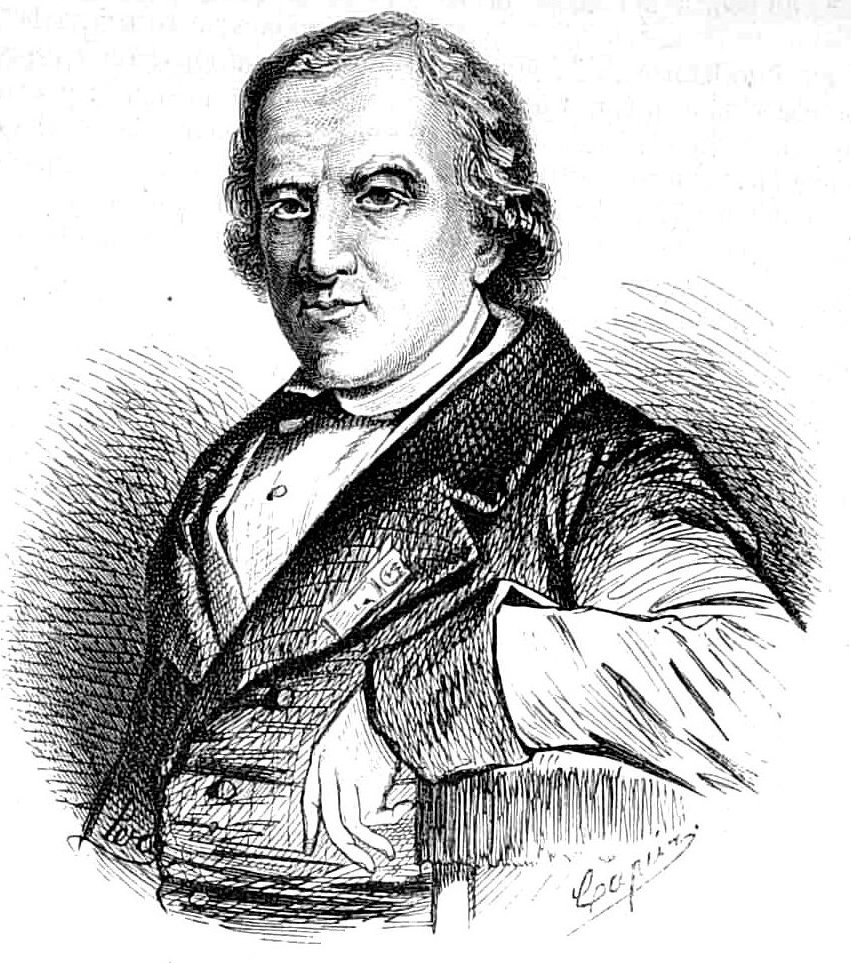
François-Vincent Raspail

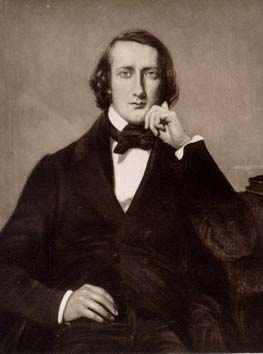
Henri Victor Regnault

  - Alphonse Delacroix (né en 1807), architecte et archéologue français.
  - François-Vincent Raspail (né en 1794), chimiste, médecin et homme politique français.
- 18 janvier : Antoine Becquerel (né en 1788), physicien français.
- 19 janvier : Henri Victor Regnault (né en 1810), chimiste et physicien français.
- 26 janvier : Ernst Heinrich Weber (né en 1795), médecin allemand.

- 10 février : Claude Bernard (né en 1813), médecin et physiologiste français.
- 26 février : Angelo Secchi (né en 1818), astronome italien.

- 20 mars
  - Claude Auguste Lamy (né en 1820), chimiste français.
  - Julius Robert von Mayer (né en 1814), médecin et physicien allemand.

- 25 avril : Faustino Malaguti (né en 1802), chimiste français.

- 9 mai : Robert Main (né en 1808), astronome britannique.
- 13 mai : Joseph Henry (né en 1797), physicien américain.
- 30 mai : William More Gabb (né en 1839), paléontologue américain.

- 6 juin : Robert Stirling (né en 1790), inventeur écossais.
- 23 juin : Sir George Back (né en 1796), amiral de la Royal Navy, explorateur de l'Arctique et artiste canadien.

- 10 juillet : Arthur Forgeais (né en 1822), archéologue, sigillographe et numismate français.
- 23 juillet : Karel Rokitansky (né en 1804), médecin pathologiste, homme politique et philosophe autrichien d'origine tchèque.

- 14 septembre : Giacomo Balbi Piovera (né en 1800), politicien et agronome italien.
- 22 septembre : Richard Griffith (né en 1784), géologue irlandais.

- 13 octobre : Gabriel Delafosse (né en 1796), minéralogiste et universitaire français.
- 19 octobre : Irénée-Jules Bienaymé (né en 1796), probabiliste et statisticien français.

- 28 décembre : Jean-Baptiste Bouillet (né en 1771), géologue, banquier et ethnographe français.
- 29 décembre : Arthur Hay (né en 1824), militaire et ornithologue écossais.